# Davîdivka, Rozdilna
Davîdivka (în ucraineană Давидівка) este un sat în comuna Zaharivka din raionul Rozdilna, regiunea Odesa, Ucraina.

## Demografie
Componența lingvistică a localității Davîdivka
     Ucraineană (73,37%)
     Română (23,08%)
     Bulgară (2,37%)
     Rusă (1,18%)
Conform recensământului din 2001, majoritatea populației localității Davîdivka era vorbitoare de ucraineană (73,37%), existând în minoritate și vorbitori de română (23,08%), bulgară (2,37%) și rusă (1,18%).